# Арап Петра Великого
«Ара́п Петра́ Вели́кого» — исторический роман Александра Сергеевича Пушкина.

## О романе в целом
Ценность этого романа состоит в том, что он является вторым прозаическим произведением в истории литературного творчества А. С. Пушкина, который начал писать «Арапа…» 31 июля 1827 года.
Более того, можно считать его по-настоящему удавшимся опытом написания прозаического текста, поскольку первым является набросок повести «Наденька», которая относится к лицейскому периоду; набросок так и не перерос в самодостаточное и законченное литературное сочинение. В августе и сентябре 1836 года были зафиксированы последние даты авторской работы над текстом «Арапа…». В письме от 13 (25) апреля 1837 года С. Н. Карамзина писала сыну: «На днях Жуковский читал нам роман Пушкина, восхитительный: „Ибрагим, царский Арап“». Этот негр так обворожителен, что ничуть не удивляешься страсти, внушенной им к себе даже даме двора регента; многие черты характера и даже его наружности скалькированы с самого Пушкина".
Роман не был закончен, а при жизни поэта были напечатаны лишь два избранных отрывка в качестве «глав из исторического романа», которые появились в «Современнике» (1837, т. 5) и были объединены под одним названием «Арап Петра Великого», поскольку сам Пушкин так и не дал названия своему историческому исследованию. Образ Ибрагима в романе, как неоднократно отмечалось как современниками так и пушкинистами, имеет печать «литературного автобиографизма».

## Тема, исторический контекст, личность главного героя
Несмотря на стремление следовать принципу исторической достоверности, ради выигрыша литературного качества Пушкин переосмыслил некоторые фактические данные. В частности, в реальности А. П. Ганнибал женился только через шесть лет после кончины Петра Первого, а его супруга, темпераментная гречанка Евдокия Диопер, не происходила из боярского рода. Возможно, Пушкин при написании «Арапа…» руководствовался необходимостью соединить предания о Ганнибале с полулегендарными сообщениями о других предках, происходивших из ветви Пушкиных, что придаёт образу заглавного персонажа определённую эклектичную собирательность, от чего повествование только выигрывает.
Версию о релевантности для автора семейных преданий и исторических анекдотов подтверждают друзья и советники Пушкина Алексей Вульф и Пётр Вяземский, которые выступают в роли основных свидетелей литературного процесса, поскольку эскизы, рабочие планы, программные разработки текста и черновые варианты до нас не дошли. А. Н. Вульф, например, ссылаясь на самого Пушкина, говорит о том, что «Главная завязка романа будет неверность жены сего арапа, которая родила ему белого ребёнка, за что была посажена в монастырь».
В центре романного текста находится человек, баловень исторических обстоятельств, наделённый исключительными личными качествами, с незаурядной судьбой, но отнюдь не типичный персонаж плутовского нарратива. Царь Пётр — его крёстный отец, поэтому он является непоколебимым сподвижником реформационных намерений правителя России, что настраивает против «арапа» представителей консервативной боярской среды, недовольной активной деятельностью царя-реформатора. Он — преданный «птенец гнезда Петрова», искренне демонстрирующий свои лучшие качества, неспособный на предательство и отступничество. В то же время он как бы нарочито лишён инициативы, воли к самостоятельному принятию решений: Пётр решает за Ганнибала даже вопросы, связанные с личной жизнью, что нисколько не смущает «арапа». Несмотря на то, что петербургские реалии петровского времени представлены читателю через призму восприятия Ибрагимом Ганнибалом и его столичным закадычным приятелем Корсаковым, автор оставляет за собой право сделать обобщение. В этом отношении любопытно мнение исследователя творчества Пушкина Н. Н. Петруниной, которая отмечает, что «герои в повествовании получают отдельные грани авторского восприятия, им не приходится познавать время и место действия в процессе постепенного движения от внешних проявлений духа эпохи к её глубинным внутренним процессам».

## Анализ исторической эпохи в свете образа героя
В процессе продолжения работы над романом автору открываются новые аспекты витальной и духовной проблематики заглавного героя текста. На самом деле в абсолютном центре повествования находится личность Петра Великого; вместе со своим сподвижником Ибрагимом он предстаёт в роли связующего элемента всей пространственно-временной и культурной парадигмы, на которой базируется текст романа. Важно было продемонстрировать непрекращающееся внутреннее противоборство тех людей, которые сопротивлялись духовным и культурным преобразованиям Петра, чего виртуозно добился Пушкин. Автор «Арапа Петра Великого» продемонстрировал сложные трансформационные процессы, имевшие место в нравственной жизни целого народа и страны в переломный для истории России момент. Дело в том, что историческая наука начала 1820-х годов в фактологическом и методологическом аспектах не была готова к выполнению такой комплексной задачи, именно поэтому романный труд А. С. Пушкина не мог быть завершённым. Сама канонизированная форма русского романа также не соответствовала задачам, которые возложил на неё Пушкин, что также повлияло на то, что «Арап Петра Великого» остался незавершённым.
Существуют литературоведческие исследования, посвящённых генезису, тематике и сюжетике текста романа: научная статья Д. П. Якубовича «Арап Петра Великого» из сборника «Пушкин. Исследования и материалы», изданного в Ленинграде в 1979 году, а также анализ «Арапа…», предложенный филологом, фольклористом Д. Д. Благим в книге «Творческий путь Пушкина (1826—1836)».

## Экранизация
В 1976 году советский режиссёр А. Н. Митта по мотивам пушкинского произведения создал фильм «Сказ про то, как царь Пётр арапа женил», который сразу обрёл широкую популярность.